# Palena (Cile)
Palena è un comune del Cile della provincia di Palena nella Regione di Los Lagos. Al censimento del 2002 possedeva una popolazione di 1 690 abitanti.

## Società

### Evoluzione demografica
| Censimento del 1992 | Censimento del 2002 |
| 1 653 ab.           | 1 690 ab.           |